# Liolaemus magellanicus
Liolaemus magellanicus, conocida como lagartija magallánica, es una especie de reptil de la familia Liolaemidae endémica de la Patagonia de Argentina y Chile. 

## Características
El cuerpo es alargado y esbelto con una cola larga. Están cubiertas de escamas de color verde o verde oliváceo. Sin embargo las poblaciones de sitios arenosos tienen únicamente coloración gris olivácea, lo que mejora el camuflaje. En el dorso presenta manchas cuadradas negras y a lo largo dos líneas amarillentas. Mide 6 cm entre el hocico y la cloaca. Los machos alcanzan 10 cm de longitud total con un peso de 5,6 g y las hembras 12 cm y un peso de 6,5 g .
La alimentación es motivo de debate ya que algunos investigadores la consideran omnívora y otros que es principalmente insectívora (se alimentaría principalmente de insectos, complementando con algunas plantas). La reproducción es vivípara sus crías nacen un año después del apareamiento, generalmente a mediados del verano. Las camadas son de entre dos y nueve individuos (cinco individuos en promedio) y las crías nacen con un color gris pálido.

## Comportamiento
Su temperatura corporal depende de la temperatura del aire. A bajas temperaturas aumentan su temperatura corporal por asoleándose, aunque también pueden aumentar su temperatura por tigmotermia. Presenta un comportamiento termorregulador oportunista, aprovechando al máximo los días soleados. A diferencia de otras lagartijas de climas fríos, L. magellanicus no muestra cambios notables de color con el fin de mejorar la absorción de luz solar.
Ante la presencia de depredadores estas lagartijas se desplazan hacia las madrigueras o arbustos cercanos. En caso de ser capturadas presentan autotomía caudal, es decir que se desprenden de la cola. La cola cortada se sigue moviendo y distrae al depredador. Luego la lagartija regenera la cola.

## Hábitat y distribución
Es la lagartija con distribución más austral en el mundo y el único reptil presente en la Isla Grande de Tierra del Fuego. Se encuentra en la estepa patagónica sur de Argentina y Chile, entre el nivel del mar y los 1100 m de altitud. En Argentina continental habita en la provincia de Santa Cruz y en Chile continental habita desde Balmaceda hasta Punta Arenas.
Su hábitat incluye dos áreas protegidas: el parque nacional Los Glaciares, en la provincia de Santa Cruz (Argentina), y parque nacional Torres del Paine, en la región de Magallanes (Chile). Asimismo también se pueden encontrar durante la época de verano en el parque nacional Pali Aike (Chile).
Habita en arbustales y pastizales.

## Estado de conservación

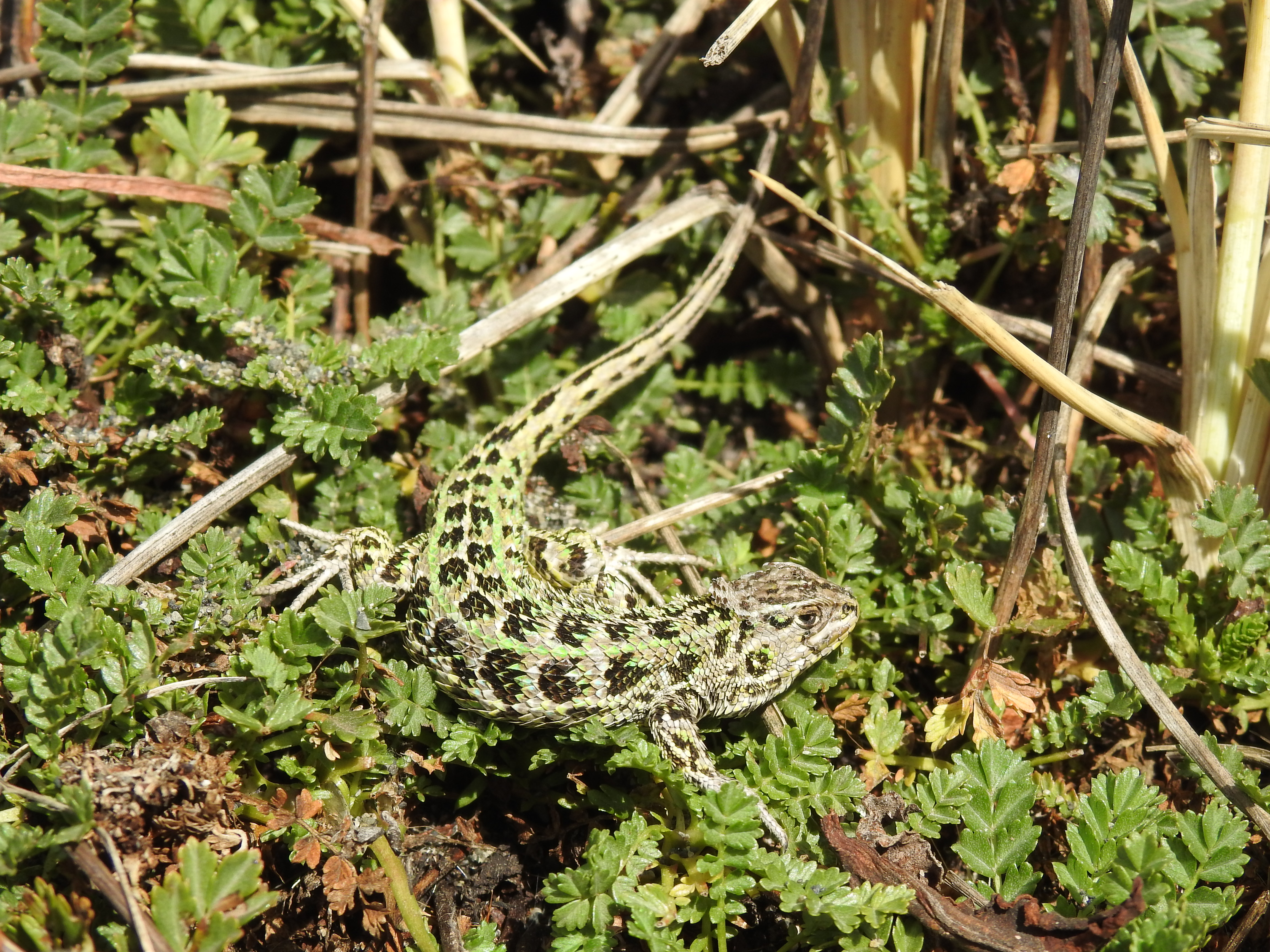
Fotografía en vista lateral superior de L. magellanicus obtenida en Tierra del Fuego, Argentina.

A nivel internacional está considerada como preocupación menor por la UICN ya que presenta una distribución relativamente amplia, está presente en varias áreas protegidas y sus poblaciones no presentan mayores amenazas. En Argentina es considera una especie no amenazada. En Chile está considerada vulnerable. Además debido a que sus poblaciones presentan reducidas densidades poblacionales y que se la considera beneficiosa para el mantenimiento del equilibrio de los ecosistemas, está prohibida su caza.